# Von Finnland bis zum Schwarzen Meer
A Von Finnland bis zum Schwarzen Meer (Finnországtól a Fekete-tengerig), más néven Rußlandlied (Oroszország-dal) című német második világháborús propagandadalt 1941-ben a Joseph Goebbels vezette propagandaminisztérium megbízásából írták a (Barbarossa hadművelet) megindítása alkalmából. Egy héttel a támadás megkezdése után, 1941. június 29-én adták le először a rádióban. A dalt többek között az OKW különjelentéseiben is bejátszották.

## Keletkezése
A dal szövege nem köthető egyértelműen egyetlen szerzőhöz, általában Heinrich Anacker, Hans Tieszler és Hans-Wilhelm Kulenkampff közös szerzeményeként tartják számon. Joseph Goebbels naplójában a következőket írja erről: „Az új Oroszország dal elkészült: Anacker, Tießler [sic], Kolbe közös munkája, amit még összeállítok és átdolgozok. Rá sem lehet majd ismerni. Egy nagyszerű dal.” Anacker és Tieszler később vitatták Goebbels kijelentését a szerzőségről. Goebbels mindemellett kiegészítette a dal záró verssorát: „Freiheit das Ziel, Sieg das Panier! Führer befiehl, wir folgen Dir!“ („Cél a szabadság, zászlód a győzelem! Führer parancsolj, mi követünk téged!”).
A szöveg megzenésítésével Goebbels Herms Niel és Norbert Schultze zeneszerzőket bízta meg: „Niel és Norbert Schulze [sic] egyaránt írt hozzá dallamot. Éppen itt az ideje, hogy az első nagyszerű hírekhez magunkkal vigyük. A legjobbat magamnak tartogatom.”. Schultze szerint Goebbels huszonnégy órás határidőt adott neki a rádióban való lejátszásig. A propagandaminiszter végül Schultze változata mellett döntött, de azt is személyesen dolgozta át, megváltoztatva az összhangzást és egyszerűsítve a ritmust. A dalt 1941. június 29-én vették fel a Staatsoper Berlin (Berlini Állami Opera) és a Deutsche Oper Berlin (Berlini Német Opera) kórusainak közreműködésével, nagy létszámú zenekar bevonásával. A dal végére hozzátették a Rußlandfanfareként elhíresült részt Liszt Ferenc Les Préludes-éből.

## Szövege[1]
| Wir standen für Deutschland auf Posten Und hielten die große Wacht. Nun hebt sich die Sonne im Osten Und ruft die Millionen zur Schlacht. Refrain: Von Finnland bis zum Schwarzen Meer: Vorwärts, vorwärts! Vorwärts nach Osten, du stürmend' Heer! Freiheit das Ziel, Sieg das Panier! Führer, befiehl! Wir folgen dir! | Den Marsch von Horst Wessel begonnen Im braunen Gewand der SA Vollenden die grauen Kolonnen: Die große Stunde ist da! Refrain: Nun brausen nach Osten die Heere Ins russische Land hinein. Kameraden, nun an die Gewehre! Der Sieg wird unser sein! Refrain: |

## Magyarul
| Németországért álltunk őrségben És nagyon őriztük Keleten már kel fel a nap És milliókat hív csatába. Refrén: Finnországtól a Fekete-tengerig: Előre, előre! Előre keletre, te rohamozó had! Cél a szabadság, zászlód a győzelem! Führer parancsolj! Mi követünk téged! | Horst Wessel menetelését Ami az SA barna ruhájában kezdődött A szürke hadoszlopok fejezik be: A nagy óra elérkezett! Refrén: Már zúdulnak a seregek kelet felé Oroszföld belsejébe. Bajtársak gyerünk, fegyverbe! A győzelem a miénk lesz! Refrén: |

## Fordítás
Ez a szócikk részben vagy egészben  a   Von Finnland bis zum Schwarzen Meer című német Wikipédia-szócikk ezen változatának fordításán alapul.  Az eredeti cikk szerkesztőit annak laptörténete sorolja fel. Ez a jelzés csupán a megfogalmazás eredetét és a szerzői jogokat jelzi, nem szolgál a cikkben szereplő információk forrásmegjelöléseként.